# Christian Krings
Pour les articles homonymes, voir Krings.
Christian Krings, né le 10 décembre 1949 à Crombach est un homme politique belge germanophone, membre du Christlich Soziale Partei.
Il fut serrurier, puis vendeur dans le secteur des meubles.

## Fonctions politiques
- 1995-2000 : échevin à Saint-Vith
- 2001-2018 : bourgmestre de Saint-Vith
- 2009-2010 : membre du parlement germanophone.